# Ernest de Talleyrand-Périgord
Pour les autres membres de la famille, voir Maison de Talleyrand-Périgord.
Ernest, comte de Talleyrand-Périgord, né le 17 mars 1807 à Orléans et mort le 22 février 1871 à Bruxelles, était un homme politique français.

## Biographie
Ernest de Talleyrand est le fils du comte Auguste-Louis de Talleyrand et de Caroline d'Argy. Il est admis à la Chambre des pairs, en remplacement de son père décédé, le 23 juillet 1847. À la différence de son père, il soutient la monarchie de Louis-Philippe jusqu'à la révolution de février 1848, qui le rend à la vie privée.
Il avait épousé Suzanne Le Peletier de Mortefontaine, petite-fille de Louis Le Peletier de Mortefontaine et de Louis-Michel Lepeletier de Saint-Fargeau. Il est le grand-père de Louis et Ernest de Ligne.